# Liebigstraße 12 und 14 (Heilbronn)

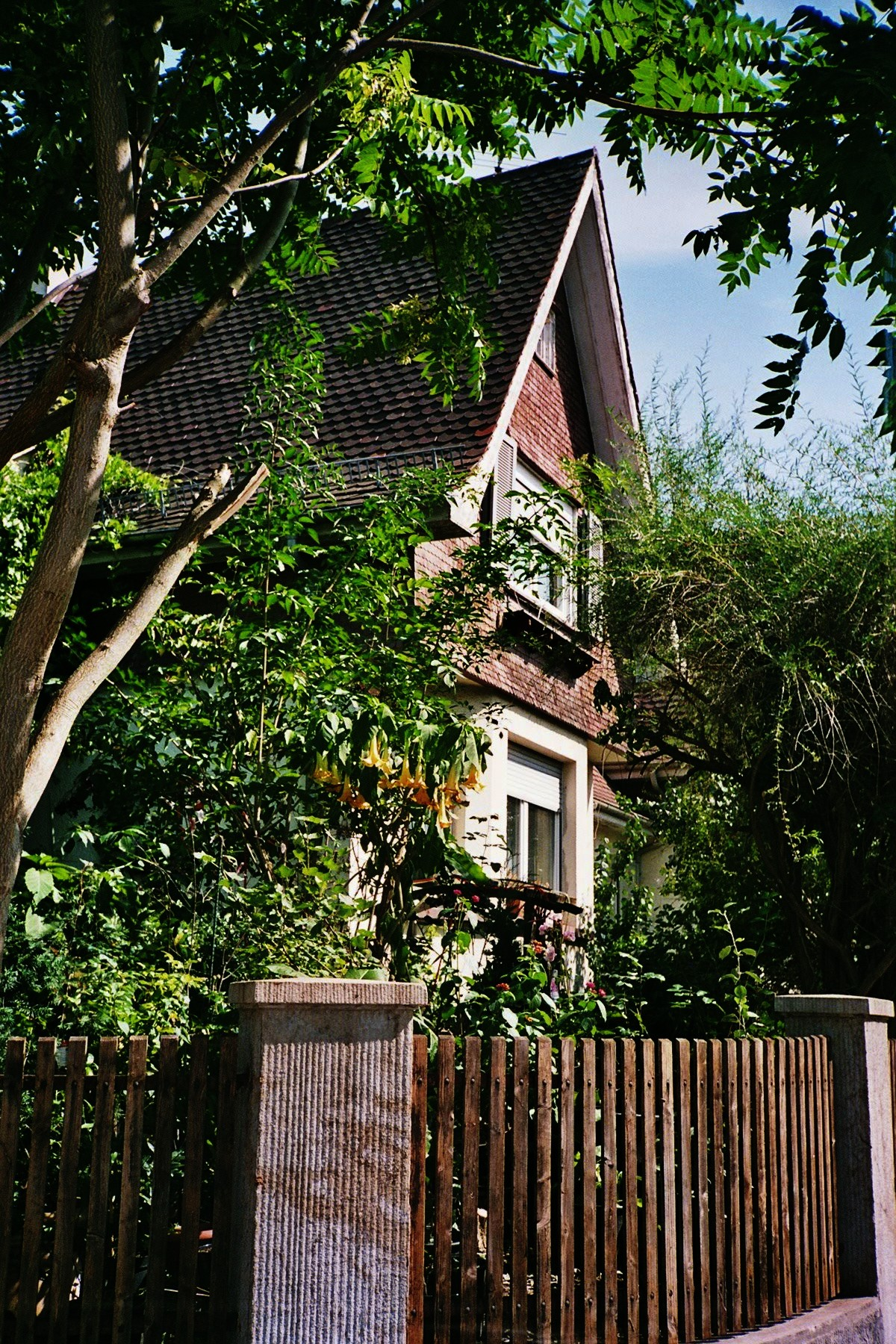
Haus Liebigstraße 14 in Heilbronn

Das Doppelhaus Liebigstraße 12 und 14 ist ein denkmalgeschütztes Gebäude in Heilbronn, das 1911 bis 1916 für die höheren Angestellten der Knorr AG nach Plänen des Architekten Theodor Moosbrugger errichtet wurde.

## Beschreibung
Das im Heimatstil auf dem Grundriss eines Hufeisens errichtete Gebäude zeigt zwei straßenseitige Giebel, die mit Schindeln verkleidet wurden, wobei sich die Fensterläden der Fenster der Giebel original erhalten haben. Das Doppelhaus wurde im gleichen Stil wie das benachbarte Doppelhaus an der Liebigstraße 16/18 errichtet.

## Geschichte
1950 bewohnten die Haushälfte Nr. 12 der Müllermeister Fritz Schumacher und der Betriebssattler Ernst Trumpp, in Nr. 14 wohnte der Prokurist Michael Karl. 1961 wohnten Schumacher und Trumpp noch in der Nr. 12, in Nr. 14 war der Oberingenieur Herbert Horlacher eingezogen.